# Dienville
Cet article possède un paronyme, voir Hyenville.
Dienville, prononcé en français : [djɛ̃vil], est une commune française, située dans le département de l'Aube en région Grand Est.

## Géographie
| Radonvilliers | Brienne-la-Vieille | La Rothière |
|               | Dienville          |             |
|               | Amance             | Unienville  |

- Terminus de la Vélovoie des lacs

### Hydrographie
La commune est dans la région hydrographique « la Seine de sa source au confluent de l'Oise (exclu) » au sein du bassin Seine-Normandie. Elle est drainée par l'Aube, l'Amance, l'Arcot, le ru de la Fontaine Noire, le ru du Plain, le Fossé 01 de la Lieutenance, le Fossé 01 du Pré des Echelles et divers autres petits cours d'eau,.
L'Aube, d'une longueur de 249 km, prend sa source dans la commune d'Auberive et se jette  dans la Seine à Marcilly-sur-Seine, après avoir traversé 82 communes.
L'Amance, d'une longueur de 13 km, prend sa source dans la commune de Vauchonvilliers et se jette  dans l'Aube à Mathaux, après avoir traversé six communes.

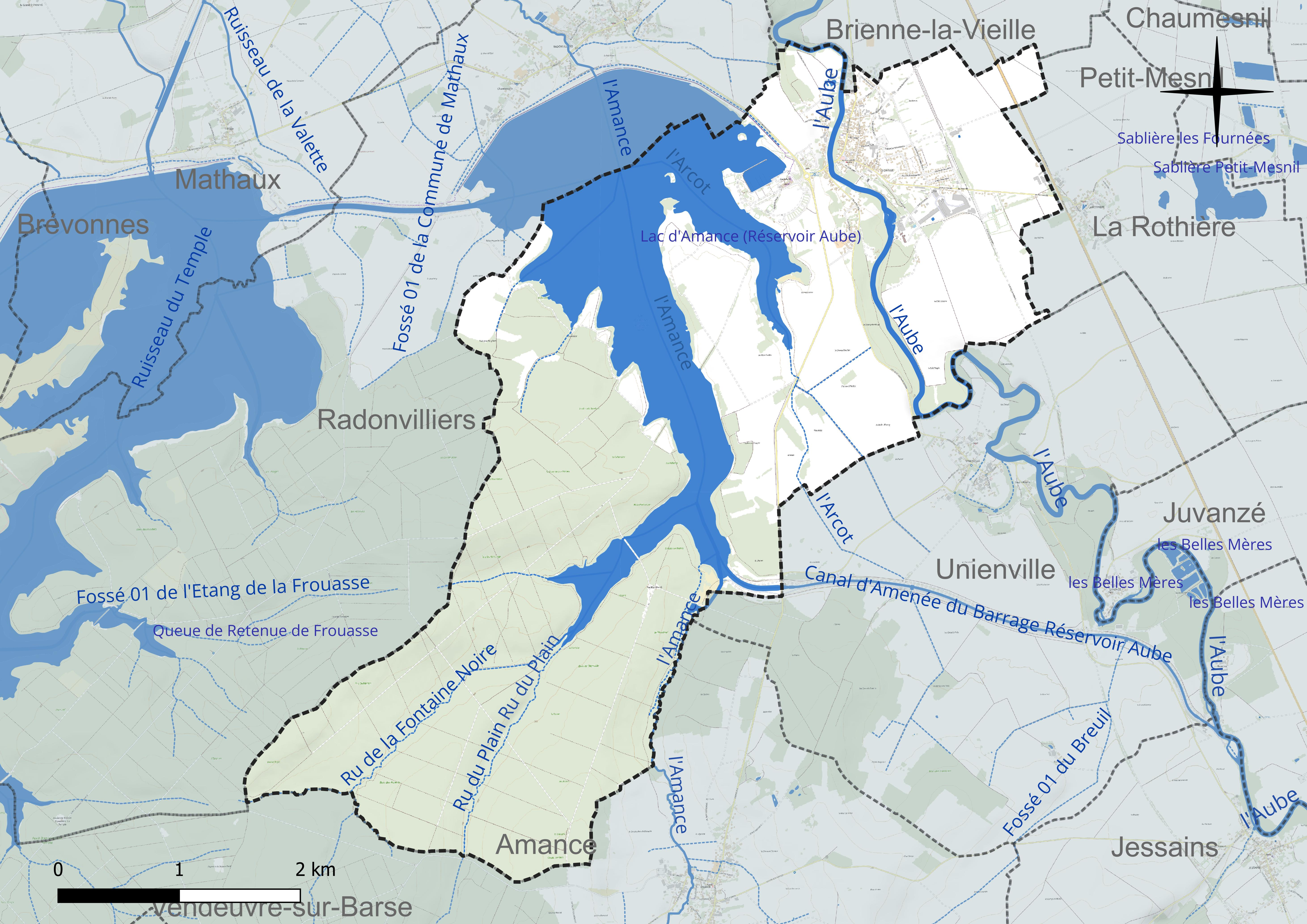
Réseau hydrographique de Dienville.

Deux plans d'eau complètent le réseau hydrographique : le lac d'Amance (le réservoir Aube), d'une superficie totale de 460,4 ha (321,9 ha sur la commune) et Queue de la retenue du Pavillon Henri (21 ha),.

### Climat
Pour des articles plus généraux, voir Climat du Grand Est et Climat de l'Aube.
En 2010, le climat de la commune est de type climat océanique dégradé des plaines du Centre et du Nord, selon une étude du Centre national de la recherche scientifique s'appuyant sur une série de données couvrant la période 1971-2000. En 2020, Météo-France publie une typologie des climats de la France métropolitaine dans laquelle la commune est exposée à un climat océanique altéré et est dans la région climatique Lorraine, plateau de Langres, Morvan, caractérisée par un hiver rude (1,5 °C), des vents modérés et des brouillards fréquents en automne et hiver.
Pour la période 1971-2000, la température annuelle moyenne est de 10,5 °C, avec une amplitude thermique annuelle de 15,8 °C. Le cumul annuel moyen de précipitations est de 782 mm, avec 11,4 jours de précipitations en janvier et 8,4 jours en juillet. Pour la période 1991-2020, la température moyenne annuelle observée sur la station météorologique de Météo-France la plus proche, « Mathaux-Étape », sur la commune de Mathaux à 5 km à vol d'oiseau, est de 11,5 °C et le cumul annuel moyen de précipitations est de 733,9 mm. 
La température maximale relevée sur cette station est de 41,5 °C, atteinte le 25 juillet 2019 ; la température minimale est de −18 °C, atteinte le 2 janvier 1997,,.
Les paramètres climatiques de la commune ont été estimés pour le milieu du siècle (2041-2070) selon différents scénarios d'émission de gaz à effet de serre à partir des nouvelles projections climatiques de référence DRIAS-2020. Ils sont consultables sur un site dédié publié par Météo-France en novembre 2022.

## Urbanisme

### Typologie
Au 1er janvier 2024, Dienville est catégorisée commune rurale à habitat dispersé, selon la nouvelle grille communale de densité à 7 niveaux définie par l'Insee en 2022.
Elle est située hors unité urbaine. Par ailleurs la commune fait partie de l'aire d'attraction de Brienne-le-Château, dont elle est une commune de la couronne,. Cette aire, qui regroupe 30 communes, est catégorisée dans les aires de moins de 50 000 habitants,.

### Occupation des sols
L'occupation des sols de la commune, telle qu'elle ressort de la base de données européenne d’occupation biophysique des sols Corine Land Cover (CLC), est marquée par l'importance des forêts et milieux semi-naturels (48,9 % en 2018), une proportion sensiblement équivalente à celle de 1990 (49,4 %). La répartition détaillée en 2018 est la suivante : 
forêts (47,9 %), terres arables (25,2 %), eaux continentales (17,1 %), zones urbanisées (4,3 %), espaces verts artificialisés, non agricoles (2,5 %), zones agricoles hétérogènes (1,3 %), milieux à végétation arbustive et/ou herbacée (1 %), prairies (0,6 %). L'évolution de l’occupation des sols de la commune et de ses infrastructures peut être observée sur les différentes représentations cartographiques du territoire : la carte de Cassini (XVIIIe siècle), la carte d'état-major (1820-1866) et les cartes ou photos aériennes de l'IGN pour la période actuelle (1950 à aujourd'hui).

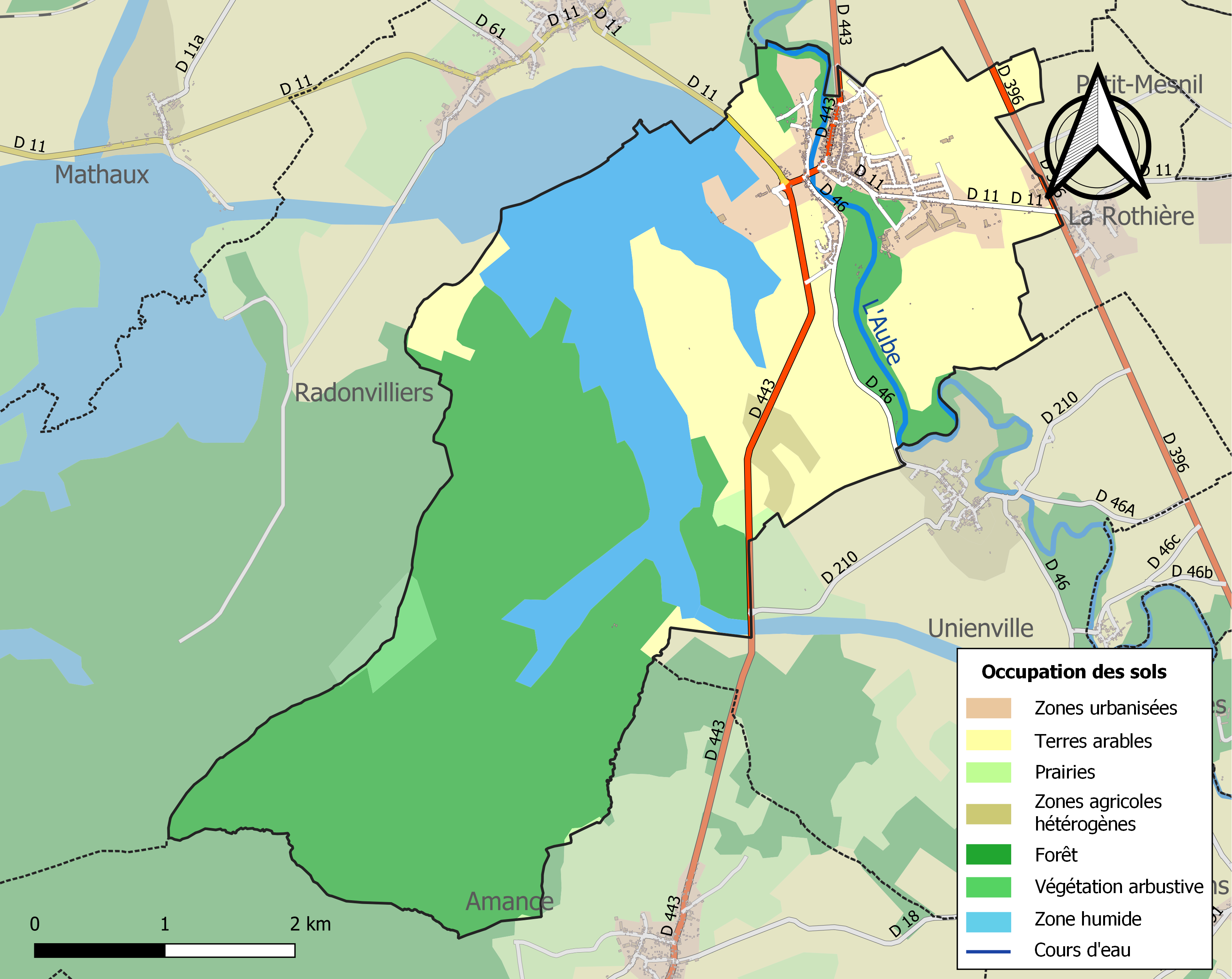
Carte des infrastructures et de l'occupation des sols de la commune en 2018 (CLC).

## Histoire
Le village de Dienville est mentionné en 864 sous le nom de DIENVILLA.
On y note le passage d'Attila vers 451. On y retrouve d’ailleurs une voie romaine, vestige de la domination de cette époque
Le village et le pont furent l'enjeu d'un combat en 1814, durant la campagne de France, ou se distingua le 145e régiment d'infanterie de ligne

## Politique et administration
| Période                                  | Période                  | Identité         | Étiquette | Qualité                           |
| ---------------------------------------- | ------------------------ | ---------------- | --------- | --------------------------------- |
| 1922                                     | 1929                     | Victor Brelest   |           |                                   |
| 1935                                     | 1953                     | Victor Brelest   |           |                                   |
| avant 1995                               | 2001                     | François Piot    | DVD       |                                   |
| mars 2001                                | mars 2008                | Jean-Michel Lamy |           |                                   |
| mars 2008                                | 13 avr. 2010 (démission) | Jacky Harmant    |           |                                   |
| avril 2010                               | juin 2020                | Jacki Durvy      | DVD       | Retraité salarié du secteur privé |
| juin 2020                                | en cours                 | Claude Large     |           | Policier ou militaire             |
| Les données manquantes sont à compléter. |                          |                  |           |                                   |

## Démographie
L'évolution du nombre d'habitants est connue à travers les recensements de la population effectués dans la commune depuis 1793. Pour les communes de moins de 10 000 habitants, une enquête de recensement portant sur toute la population est réalisée tous les cinq ans, les populations de référence des années intermédiaires étant quant à elles estimées par interpolation ou extrapolation. Pour la commune, le premier recensement exhaustif entrant dans le cadre du nouveau dispositif a été réalisé en 2006.

En 2022, la commune comptait 821 habitants, en évolution de −6,49 % par rapport à 2016 (Aube : +0,7 %, France hors Mayotte : +2,11 %).
| 1793  | 1800  | 1806  | 1821  | 1831  | 1836  | 1841  | 1846  | 1851  |
| ----- | ----- | ----- | ----- | ----- | ----- | ----- | ----- | ----- |
| 1 173 | 1 164 | 1 195 | 1 116 | 1 264 | 1 220 | 1 230 | 1 250 | 1 233 |

| 1856  | 1861  | 1866  | 1872  | 1876  | 1881 | 1886 | 1891 | 1896 |
| ----- | ----- | ----- | ----- | ----- | ---- | ---- | ---- | ---- |
| 1 257 | 1 159 | 1 168 | 1 101 | 1 026 | 932  | 922  | 925  | 828  |

| 1901 | 1906 | 1911 | 1921 | 1926 | 1931 | 1936 | 1946 | 1954 |
| ---- | ---- | ---- | ---- | ---- | ---- | ---- | ---- | ---- |
| 810  | 783  | 802  | 850  | 813  | 791  | 799  | 854  | 826  |

| 1962 | 1968 | 1975 | 1982 | 1990 | 1999 | 2006 | 2011 | 2016 |
| ---- | ---- | ---- | ---- | ---- | ---- | ---- | ---- | ---- |
| 844  | 844  | 812  | 781  | 796  | 747  | 790  | 871  | 878  |

| 2021 | 2022 | - | - | - | - | - | - | - |
| ---- | ---- | - | - | - | - | - | - | - |
| 834  | 821  | - | - | - | - | - | - | - |

## Lieux et monuments
- Église Saint-Quentin (XVe-XVIIIe s.) : belles statues, maître-autel et chaire en bois, grille de chœur en fer forgé classé (1765), buffet d’orgue, sépulture mérovingienne.
- Cimetière de Dienville, classé aux Monuments historiques.
- Halle en pierre (1866)[25] construite à la place de l'ancienne halle en bois datant de 1536, détruite en 1863.
- Chapelle Notre-Dame-du-Tertre de Dienville (XIIe-XVIIe) : en pierre et pan de bois.
- Chapelle de l'Immaculée-Conception de Dienville.
- Château (1819-1820)[25].
- Fontaine du Mont (XVIIIe s.)[25] : dite « Montre-cul ».
- Mairie (1895)[25].
- Le Pont de Dienville sur l'Aube (1945)[25] : pont construit en 1945 remplaçant l'ancien pont datant de 1639, détruit pendant la seconde guerre mondiale.

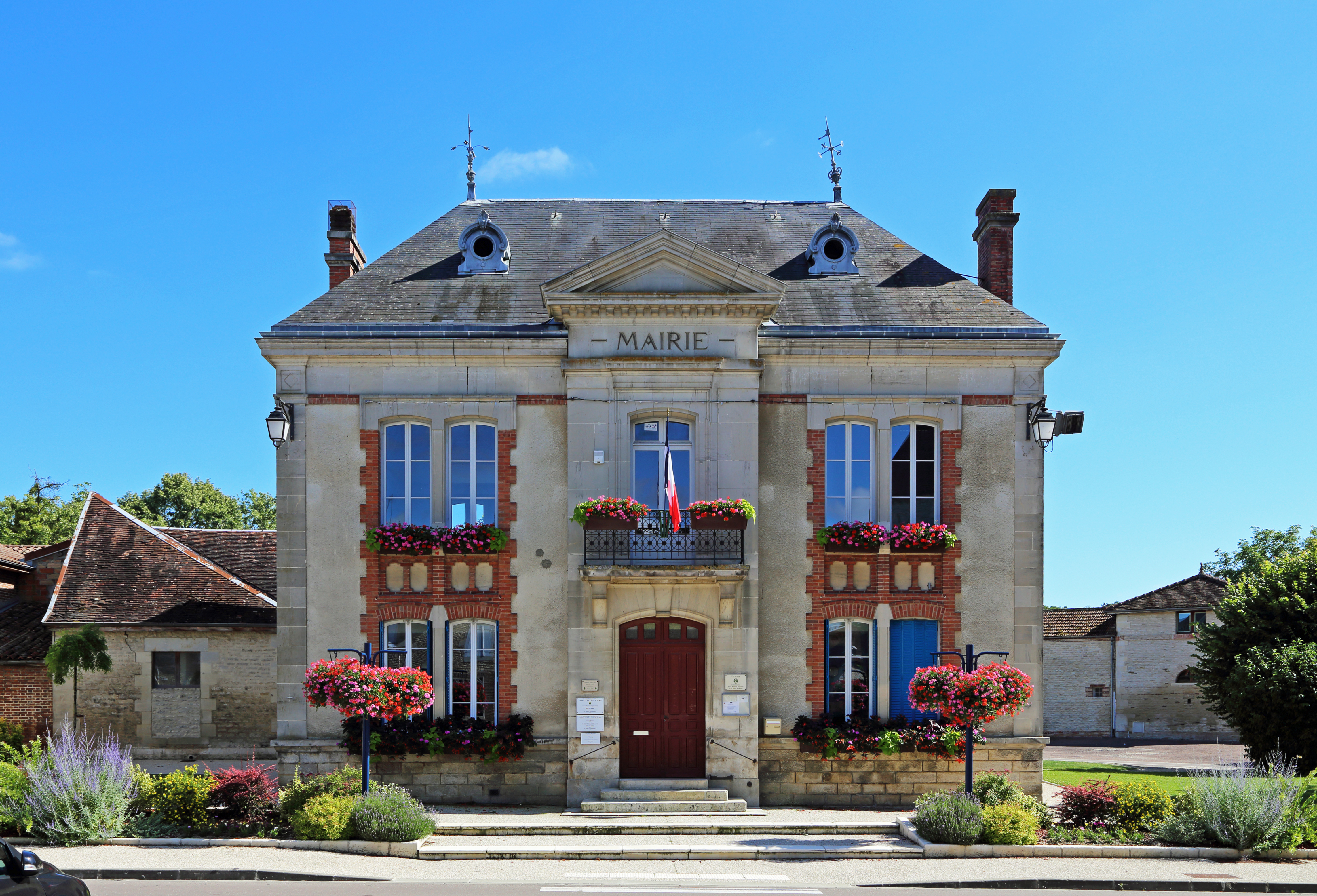
Mairie
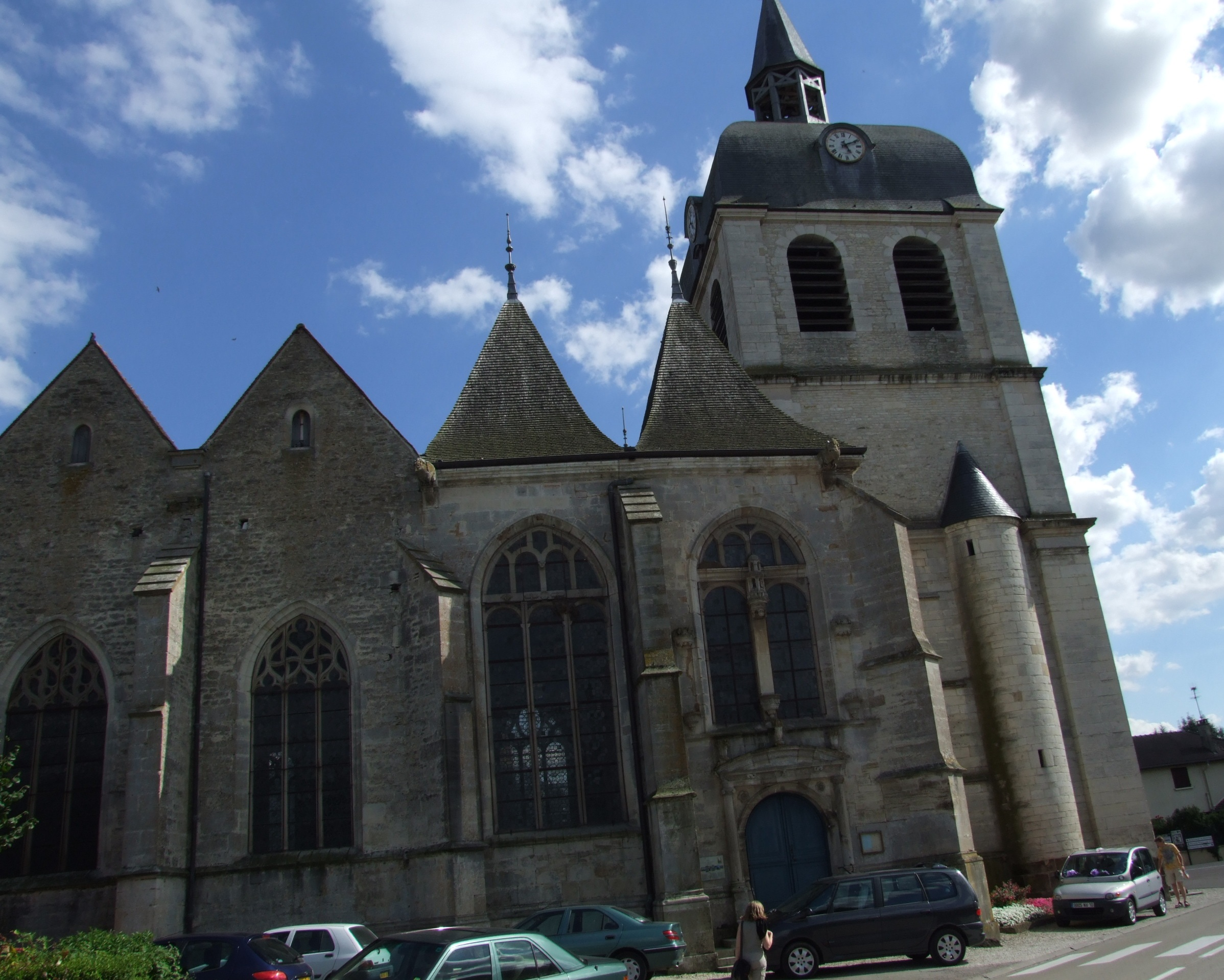
Église Saint-Quentin
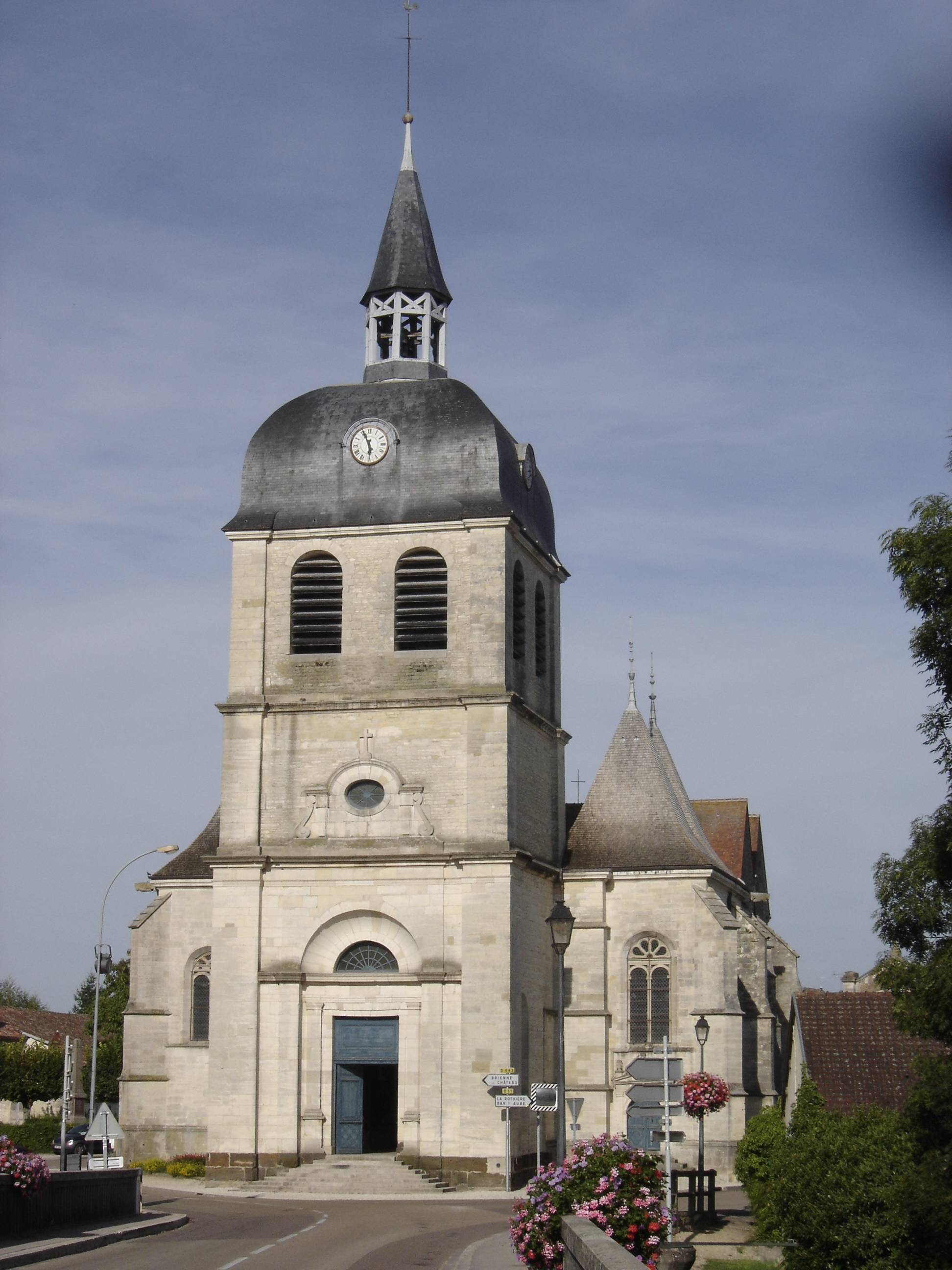
Église Saint-Quentin
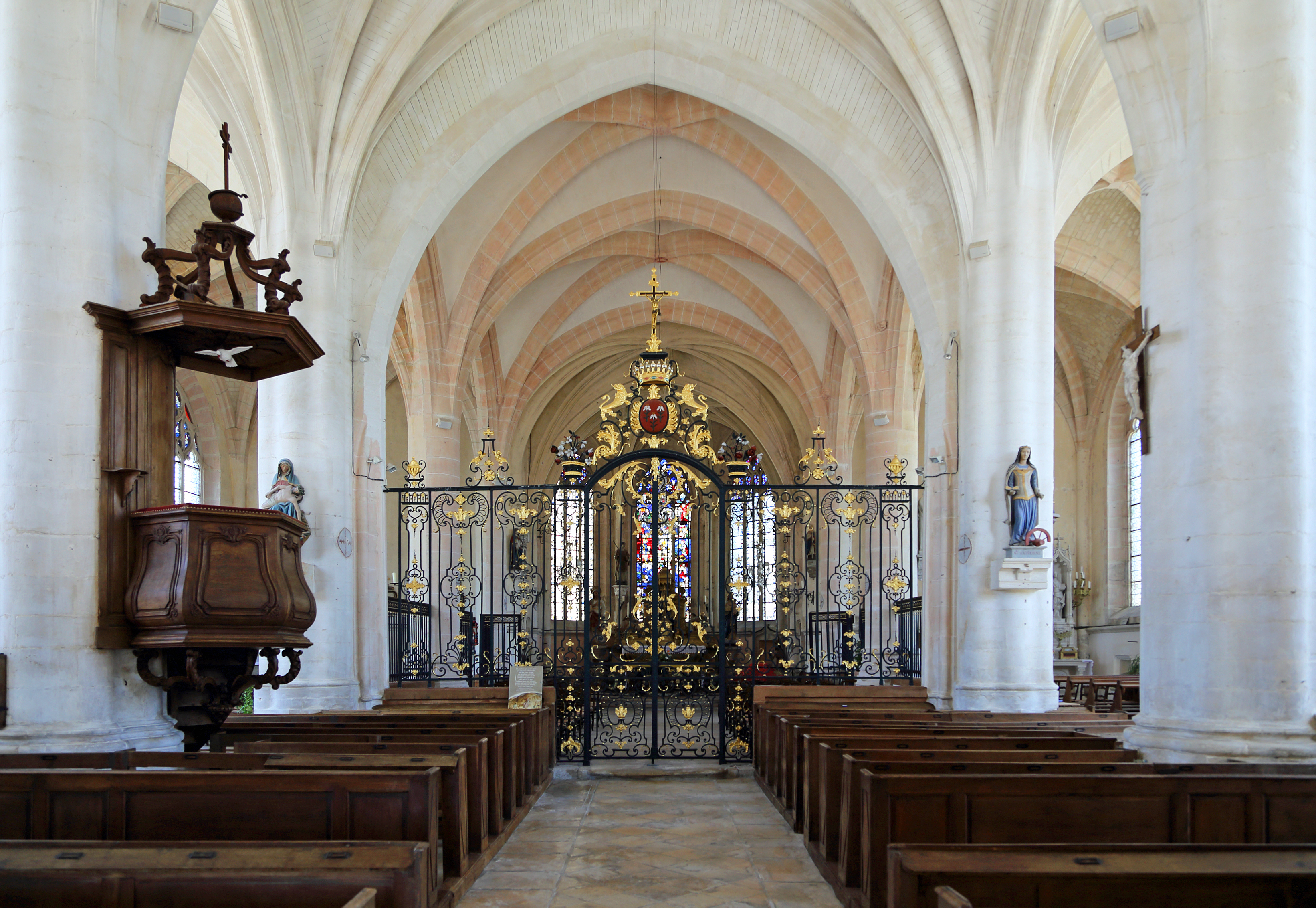
Intérieur de l'église
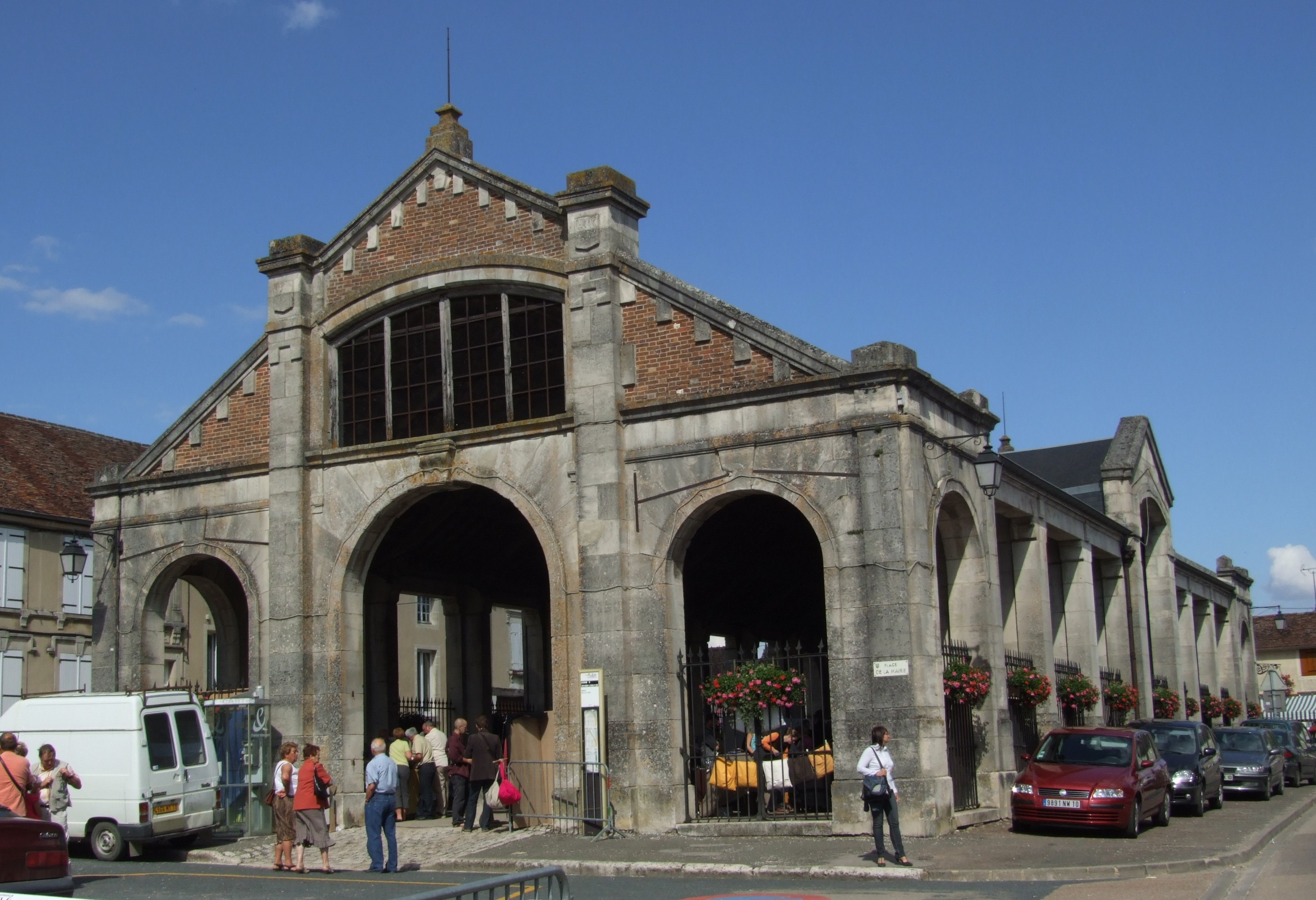
Halles
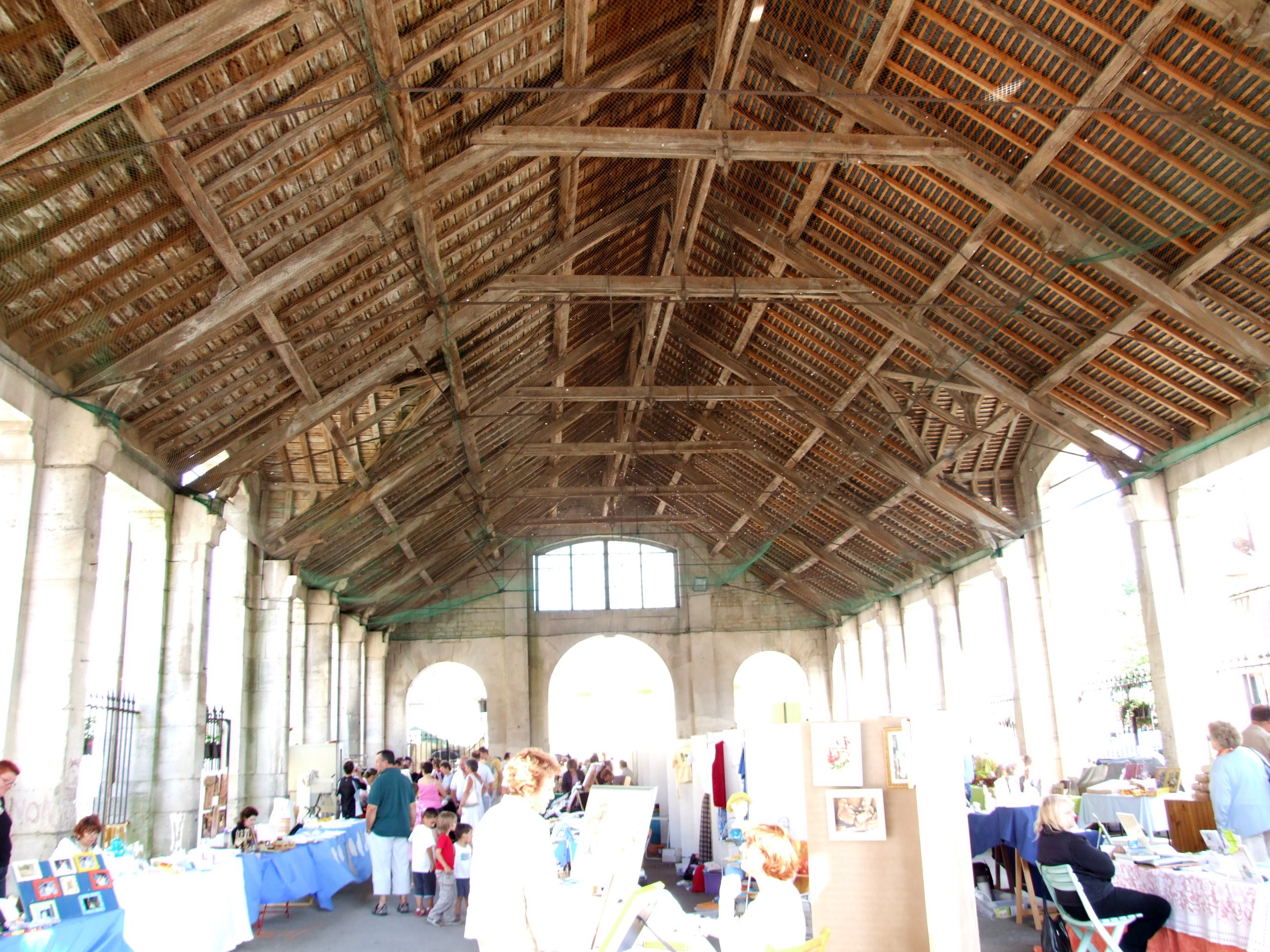
Intérieur des Halles
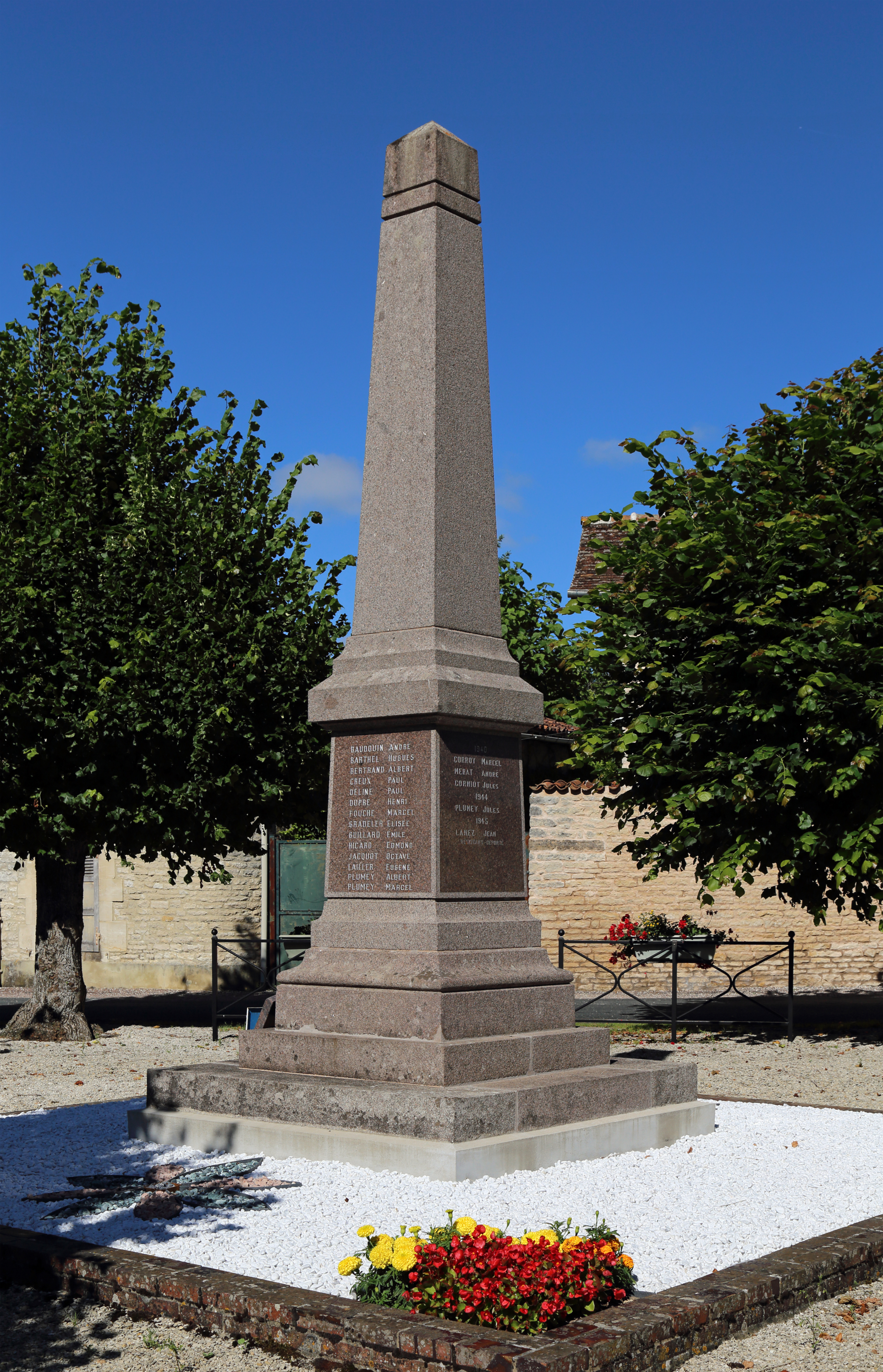
Monument aux Morts

## Personnalités liées à la commune
Dienville est la patrie de l’Abbé Courtalon Delestre (1735-1786) historien et poète et de J-B. Courtalon (1740-1797), Clerc de la chapelle de Louis XV et chapelain de Louis XVI.

## Héraldique
| Blason de Dienville | Blason  | De gueules à trois lis des jardins d’argent, au chef cousu de sinople chargé de trois feuilles de chêne appointées d’argent et accompagnées de deux soleils non figurés d’argent. |
| Blason de Dienville | Détails | Le statut officiel du blason reste à déterminer. |